# Miron Costin
Miron Costin, později psáno také Kostyn (30. března 1633 – prosinec 1691), byl moldavský kronikář, politik a básník píšící moldavsky a polsky.

## Biografie
Pocházel ze šlechtické rodiny, v dětství ale jeho rodina odešla do polské emigrace. Po povstání v Moldávii se nakrátko vrátil a zastával různé vysoké úřady, záhy ale musel emigrovat zpět do Polska, kde vstoupil do služeb Jana Sobieského. Jemu také věnoval své nejslavnější dílo, básnickou kroniku Historyja polskimi rytmami o mołdawskiej ziemi i multańskiej (V polských verších podaná historie o moldavské zemi). V roce 1685 se opět vrátil do Moldávie, byl ale zatčen a zabit. Mimo již zmíněnou básnickou kroniku vydal také rumunsky psanou kroniku v próze Letopisețul Țării Moldovei de la Aaron Vodă, doplňující starší kroniku, kterou napsal Grigore Ureche, dalším jeho básnickým dílem je rumunsky psaná barokní filosofická báseň o pomíjivosti života, nazvaná Viața lumii.

## Dílo
- Viaţa lumii (1672)
- překlad Origines et occasus Transsylvanorum (Lyon, 1667) Laurenţiu Toppeltin de Mediaş
- Letopiseţul Ţărâi Moldovei de la Aron Vodă încoace (1675)
- Chronika ziem Moldawskich y Multanskich (Cronica țărilor Moldovei și Munteniei), polsky
- Istoria în versuri polone despre Ţara Moldovei şi Munteniei (1684)
- De neamul moldovenilor (1687)